# 滋賀県道544号大堀多賀線
滋賀県道544号大堀多賀線（しがけんどう544ごう おおほりたがせん）は、滋賀県彦根市から犬上郡多賀町に至る一般県道である。

## 概要
彦根市大堀町から犬上郡多賀町大字中川原に至る。
芹川の西堤防を走る。

### 路線データ
- 起点：彦根市大堀町（大堀町交差点、滋賀県道528号彦根環状線交点）
- 終点：犬上郡多賀町大字中川原（滋賀県道330号甲良多賀線交点）
- 総延長：2.2 km

## 地理

### 通過する自治体
- 滋賀県
  - 彦根市 - 犬上郡多賀町

### 交差する道路
| 交差する道路                          | 市町村名 | 市町村名 | 交差する場所 | 交差する場所        |
| ------------------------------------- | -------- | -------- | ------------ | ------------------- |
| 滋賀県道528号彦根環状線 旧中山道 重複 | 彦根市   | 彦根市   | 大堀町       | 大堀町交差点 / 起点 |
| 滋賀県道330号甲良多賀線               | 犬上郡   | 多賀町   | 大字中川原   | 終点                |

### 交差する鉄道
- 東海道新幹線

### 沿線
- 彦根市立旭森小学校
- ブリヂストン 彦根工場